# Parc naturel de Cumbre Vieja
Le parc naturel de Cumbre Vieja, en espagnol parque natural de Cumbre Vieja, est un parc naturel d'Espagne situé dans les îles Canaries, sur l'île de La Palma. Il couvre une partie de la moitié méridionale de l'île et notamment les sommets et les flancs de la Cumbre Vieja, un volcan actif.